# Out on my own
Out on my own is een single van Michelle.

## Achtergrond
Out on my own was te horen op het Nationaal Songfestival 2001. Er waren acht inzendingen gekozen en Out on my own won met grote voorsprong. Michelle mocht naar het Eurovisiesongfestival 2001. Ze haalde maar weinig punten op en belandde op een gedeelde 18e plaats in een deelnemersveld van 22. Nederland kreeg dermate weinig punten, dat het noodgedwongen een jaar moest overslaan. Er werd meer gesproken over de act (zittend zingen) dan over het liedje. Ongelukkige bijkomstigheid was dat dit jaar ook voor Duitsland een Michelle deelnam.
Out on my own bleef lange tijd Michelles enige hit. Pas in 2009 kwam wat dat betreft de opvolger in Boobs ’n brains (alleen top 100).

## Hitnotering
Ondanks dat ze slechts een 18e plaats haalde, scoorde het liedje redelijk in de hitparades.

### Nederlandse Top 40
Alarmschijf.
| Positie: | 30 | 10 | 9 | 10 | 10 | 13 | 21 | 32 | uit |

### NederlandseSingle Top 100
| Positie: | 32 | 16 | 10 | 13 | 20 | 22 | 28 | 33 | 37 | 29 | 29 | 40 | 54 | 81 | uit |

1956: De vogels van Holland / Voorgoed voorbij · 1957: Net als toen · 1958: Heel de wereld · 1959: 'n Beetje · 1960: Wat een geluk · 1961: Wat een dag · 1962: Katinka · 1963: Een speeldoos · 1964: Jij bent mijn leven · 1965: 't Is genoeg · 1966: Fernando en Filippo · 1967: Ring-dinge-ding · 1968: Morgen · 1969: De troubadour · 1970: Waterman · 1971: Tijd · 1972: Als het om de liefde gaat · 1973: De oude muzikant · 1974: Ik zie een ster · 1975: Ding-a-dong · 1976: The party's over · 1977: De mallemolen · 1978: 't Is O.K. · 1979: Colorado · 1980: Amsterdam · 1981: Het is een wonder · 1982: Jij en ik · 1983: Sing me a song · 1984: Ik hou van jou · 1986: Alles heeft ritme · 1987: Rechtop in de wind · 1988: Shangri-la · 1989: Blijf zoals je bent · 1990: Ik wil alles met je delen · 1992: Wijs me de weg · 1993: Vrede · 1994: Waar is de zon · 1996: De eerste keer · 1997: Niemand heeft nog tijd · 1998: Hemel en aarde · 1999: One good reason · 2000: No goodbyes · 2001: Out on my own · 2003: One more night · 2004: Without you · 2005: My impossible dream · 2006: Amambanda · 2007: On top of the world · 2008: Your heart belongs to me · 2009: Shine · 2010: Ik ben verliefd (sha-la-lie) · 2011: Never alone · 2012: You and me · 2013: Birds · 2014: Calm after the storm · 2015: Walk along · 2016: Slow down · 2017: Lights and shadows · 2018: Outlaw in 'em · 2019: Arcade · 2020: Grow · 2021: Birth of a new age · 2022: De diepte · 2023: Burning daylight · 2024: Europapa